# نظام حجز إلكتروني

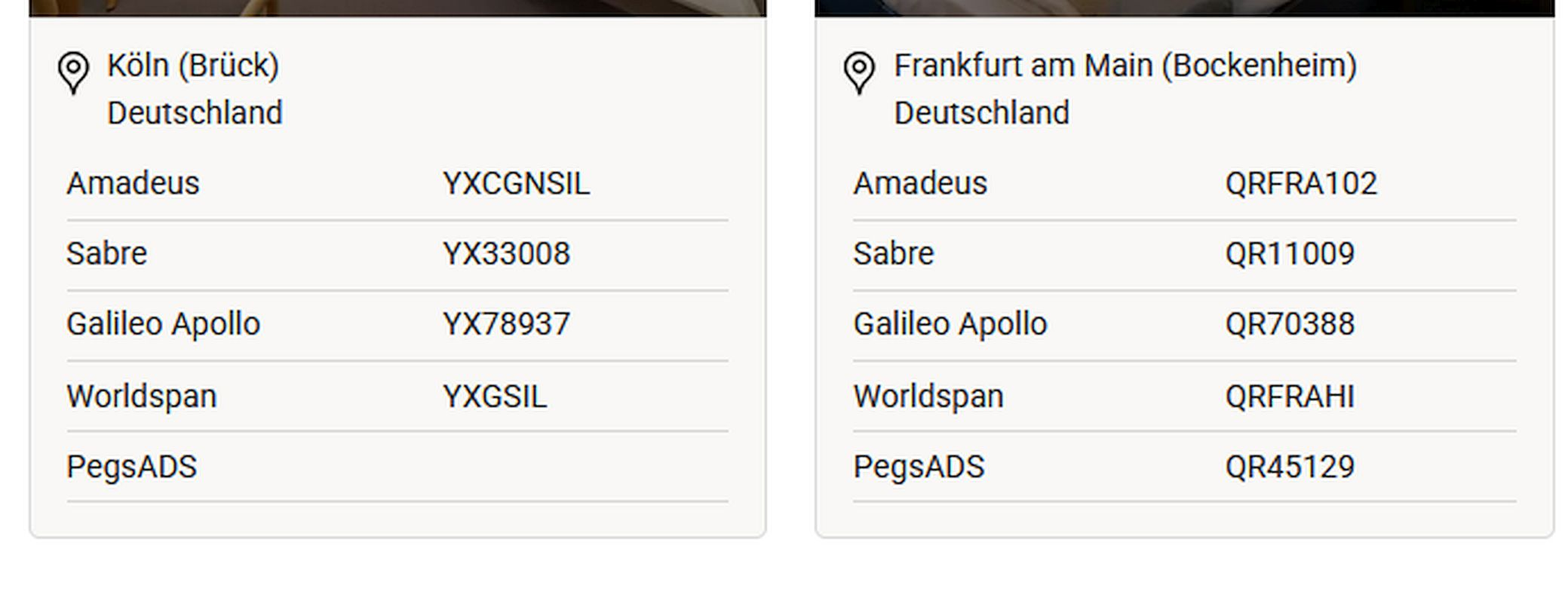
مثال على صفحة الحجز عن طريق الموقع الإلكتروني

نظام الحجز الإلكتروني (بالإنجليزية: Computer Reservation System أو CRS) هو نظام محوسب يستخدم لتخزين والاستعلام والقيام بعمليات الحجز للسفر. استخدمته في البداية شركات الطيران، ثم امتد فيما بعد لتستخدمه وكالات السفر. تعرف نظم الحجز الإلكتروني الكبيرة التي تبيع تذاكر السفر لعدة شركات طيران باسم نظم التوزيع العالمي (بالإنجليزية: Global Distribution System أو GDS). منحت شركات الطيران صلاحية الحجز الإلكتروني لشركات التوزيع العالمي المتخصصة، التي تتيح للعملاء عملية الحجز عبر الإنترنت. وتتيح نظم التوزيع العالمي الحديثة حجز غرف الفنادق وتأجير السيارات بالإضافة إلى تذاكر السفر، وتذاكر القطارات في بعض الدول
.

## الخدمات التي يقدمها النظام
توفر نظم الحجز الإلكتروني خدمة الحجز والاستعلام لكل من:

- غرف الفنادق
- سيارات الأجرة (تاكسي)
- برامج سياحية متكاملة
- رحلات بحرية
- التأمين
- رحلات المدن السياحية
- رحلات السفر
- حجوزات المطاعم
- تذاكر المسرحيات
- تذاكر القطار
- العبارة
- السيارات الفاخرة

وكذلك يسهل عملية تغيير خط الرحلة ومقارنة أسعار الخدمات فيما بينها، بالإضافة إلى واجهة رسومية للمقاعد لتسهيل عملية حجزها مقدماً.

## مميزاتها
من مميزات نظم الحجز الإلكتروني:

- تسهيل عملية البحث عن الرحلات
- مقارنة أسعار الخدمات فيما بينها
- ارتفاع مبيعات شركات الطيران ودخلها
- زيادة حجم العملاء لشركات الطيران والفنادق وغيرها
- القدرة على تقديم برامج سياحية متكاملة (مثل حجز تذكرة السفر ،السيارة، الفنادق وغيرها)
- تسهل العمليات الإدارية وتقلل عدد الموظفين لأنها تجمع أكثر من نظام في نظام واحد

## سلبياتها
عيب نظم الحجز الإلكتروني أن درجة تمييز المنتج محدودة بالنسبة لوكالات السفر، مما أدى بنظام حجوزات السفر إلى توفير معلومات خاصة لبعض وكالات سفر للإبقاء على أفضل زبائنها أو تقديم أسعار خاصة لبعض أنظمه حجوزات السفر من قبل شركات طيران
.

## الأداء
أداء نظم الحجز الإلكتروني:
- متوفرة وقابلة للوصول خلال 99.9% من الوقت
- تعالج أكثر من 17,000 رسالة لكل ثانية خلال وقت الذروة
- سريعة الاستجابة حيث تقدر سرعة الاستجابة بجزء من الثانية

## الانتشار
تستخدم نظم الحجز الإلكتروني في:
- أكثر من 10,000 مكتب من مكاتب المبيعات الجوية
- أكثر من 67,000 وكالة سفر
- أكثر من 240 متجر حول العالم

## طرق الحصول على المعلومات
نظام الحجوزات الإلكتروني يجمع المعلومات من الموردين بالطرق التالية:
- شراء المعلومات مباشرة من الموردين[5]
- نشر الموردين لمعلوماتهم مقابل مبالغ مالية

## التكلفة
طرق احتساب التكلفة:
- تكلفه بالنسبة للعملاء: يتم توفير جزء من الخدمة مجاناً للعملاء، ولمن يرغب بخدمات إضافية متقدمة فيكون ذلك بمقابل مادي
- تكلفة بالنسبة للموردين: بعض أنظمة الحجوزات الإلكترونية تفرض مبالغ مالية على الموردين لإضافة معلوماتهم وهذه التكلفة ليست موحدة، فهي تختلف باختلاف عدد وكالات السفر، فكلما زاد عدد وكالات السفر الخاصة بنظام الحجوزات كلما أدى ذلك إلى ارتفاع السعر الذي تقدمه الشركة لنشر محتواها خلال النظام، فهو بذلك يقيم نفسه حسب القيمة التي يقدمها وليس حسب السعر ولكن لا تزال هناك أنظمة تعتمد على السعر فقط.[4]

## الأرباح
يقدر هامش الربح لنظام الحجوزات الإلكتروني بـ 50%، أما وكالات السفر فتحصل على عمولة وقدرها 10%-15% من حجوزات السفر

## المخاطر
تواجه نظم الحجز الإلكتروني المخاطر التالية:
- يتجه الموردون حالياً (فنادق ،شركات طيران وغيرها) لبناء علاقة مباشرة مع الزبون عن طريق توفير الحجوزات عبر الإنترنت
- تحاول وكالات السفر شراء كمية كبيرة من البضاعة وبيعها مباشرة للزبائن، مما يحد من استخدام نظام الحجوزات الإلكتروني وكذلك يزيد أرباحها

## أهم الأنظمة
من أمثلة نظم الحجز الإلكتروني:

- أماديوس سي آر إس (بالإنجليزية: Amadeus)
- جاليليو (بالإنجليزية: Galileo)
- سيبر (بالإنجليزية: Sabre)
- وورلد سبان (بالإنجليزية: Worldspan)